# Prix Gentner-Kastler
Le prix Gentner-Kastler est un prix décerné par la Société française de physique (SFP) et la Deutsche Physikalische Gesellschaft (Société allemande de physique) pour récompenser un physicien pour l'ensemble de ses travaux.
Ce prix a été créé en 1984 en hommage au physicien français Alfred Kastler et du physicien allemand Wolfgang Gentner.

## Liste des lauréats[1]
- 1986 Édouard Brézin
- 1987 Ernst-Wilhelm Otten
- 1988 André Neveu
- 1989 Klaus Dransfeld
- 1990 Pierre Bergé (physicien)
- 1991 Jörg Peter Kotthaus
- 1992 Jean Rossat-Mignod
- 1993 Till Kirsten
- 1994 Michel Davier
- 1995 Walter Schmidt-Parzefall
- 1996 Jean Zinn-Justin
- 1997 Reinhard Scherm
- 1998 Gilbert Védrenne
- 1999 Dietrich Stauffer
- 2000 Michel Broyer
- 2001 Konrad Kleinknecht
- 2002 Jean-Marie Flaud
- 2003 Hartmut Löwen
- 2004 Dominique Langevin
- 2005 Hans Jürgen Herrmann
- 2006 Yves Couder
- 2007 Wolfram von Oertzen
- 2008 Bernard Barbara
- 2009 Theo Geisel
- 2010 Le Si Dang
- 2011 Georg Maret
- 2012 Jean-François Joanny
- 2013 Peter Wölfle
- 2014 François Biraben
- 2015 Tilman Pfau
- 2016 Astrid Lambrecht
- 2017 Johannes Orphal
- 2018 Luc Bergé
- 2019 Christof Wetterich
- 2020 Lucia Reining
- 2021 Nathalie Picqué
- 2022 Lydéric Bocquet
- 2023 Non décerné
- 2024 Isabelle Kleiner